# Desmodium macrodesmum
Desmodium macrodesmum är en ärtväxtart som först beskrevs av Sidney Fay Blake, och fick sitt nu gällande namn av Paul Carpenter Standley och Julian Alfred Steyermark. Desmodium macrodesmum ingår i släktet Desmodium och familjen ärtväxter. Inga underarter finns listade i Catalogue of Life.